# Астрід Іваск
Астрід Гелена Хартманья, у шлюбі Іваск (латис. Astrīde Ivaska, англ. Astrid Ivask; 7 серпня 1926 — 24 березня 2015) — латвійсько-американська поетеса.

## Життєпис
Народилася в Ризі, дочка Мартіньш Хартманіс, генерала латвійській армії, і Ірми Марії Хартман. Її брат Юріс був комп'ютерним вченим. Після радянської окупації Латвії 1940 року генерал Хартманіс був ув'язнений СРСР. Він був страчений у 1941 році, але його сім'я не дізналася про його долю до падіння СРСР у 1991 році.
У 1944 році Астрід, її мати і брат виїхали з Латвії для таборів переміщених осіб у Німеччину. Вона вивчала мови в Марбурзькому університеті. Пізніше писала: «У Марбурзі-на-Лані для мене відкрилася інтелектуальне життя. За три роки в університеті я працювала із сімома іноземними мовами, з деякими живими, з деякими зниклими давно». У 1949 році закінчила магістратуру. У цьому ж році одружилася з естонським поетом Іваром Іваском, який отримав докторський ступінь у галузі літератури та мистецтва, і переїхала до США, де чоловік отримав посаду викладача в коледжі Санкт-Олаф в Міннесоті.
У 1967 році переїхала в Норман, штат Оклахома, де чоловік став професором сучасних мов і літератур в Університеті Оклахоми. Була ад'юнкт-професоркою викладання російської, німецької та французької. Івар був редактором літературного журналу університету «Світова література сьогодні», і подружжя приймало чимало авторів та критиків у своєму домі, брало участь у читаннях та літературних заходах.
У 1991 році пара переїхала до графства Корк, Ірландія, чоловік помер у 1992 році. Астрід Іваск повернулася до Риги в 2001 році.

## Літературна діяльність
Першою збіркою поезії Іваск була Езера Крістібас («Хрещення озера», 1966). Інші колекції включають Зіемас Тіеса («Зимовий суд», 1968), Соліс Силос («Крок у ліс», 1973), Līču Loki («Вигинаючі затоки», 1981), На краю пагорба (1981), Gaisma Levainoja («Світло поранене», 1982). Більша частина її творів була написана латиською, але одна збірка, Вірші Оклахоми (1990), була написана англійською. Її зібрання віршів — Слова (1987).
Інші її роботи включають Parsteigumi un atklajumi («Сюрпризи та відкриття», 1984), дитячі вірші та оповідання, книгу поетичних подорожей Licu loki: Ainas un ainavas («Криві затоки: погляди та пейзажі», 1981), ілюстровані фотографіями Івара Іваска.

## Нагороди та відзнаки
Нагороджена премією Зінаїди Лазди за Зіемаса Тіеса та премією Фонду Культури Латвії за літературу за Solis Silos. Переможниця прозаїчної премії Яніса Янсудрабіна за ескізи подорожей. Parsteigumi un atklajumi отримала премію Goppers. Licu loki отримала премію прози Яніс Яунсудрабінс. Нагороджена орденом «Три зірки» Латвії, орденом «Білої зірки» Естонії та щорічною премією Союзу письменників Латвії за внесок у розвиток культури та літератури.